# Manuel Aranda Espejo
Manuel Aranda Espejo (Monte Lope Álvarez, Jaén, 22 de marzo de 1916-ibídem, 8 de agosto de 1936) fue un seminarista español, víctima de la persecución religiosa durante la guerra civil española, que fue fusilado en un olivar cercano a su pueblo natal.
El 13 de octubre de 2013 fue beatificado en Tarragona.

## Biografía

### Seminarista
En septiembre de 1931 entró en el Seminario de Baeza, donde realizó dos años de Humanidades, tras lo cual se traslada al Seminario de Jaén a prepararse en los estudios de Filosofía.

### Muerte
Durante la Guerra Civil fue hecho preso en la capilla de su pueblo por manifestar públicamente su fe católica. El día de su muerte cuando se dirigía a realizar trabajos como preso sucedió la siguiente escena, descrita por unos niños que la presenciaron desde las cercanías:

- Manuel Aranda: Pues yo os digo que no diré ni una palabra contra Dios. Por nada ni por nadie ofenderé su nombre
- Milicianos: Blasfemas sí o no
- Manuel Aranda: NO Y NO
- Milicianos: Pues te matamos
- Manuel Aranda: Venga de ahí

"Sentimos tres disparos y los "milicianos" acabaron con su vida".
Escena descrita por unos niños.

Está sepultado en la capilla de los Mártires del Santuario de Santa María de la Villa de Martos.

## Escritos
- Mi apostolado veraniego.[3]
- La devoción Mariana floreciente de mi pueblo. Modo de fomentarla y encauzarla.[4]
- Mi Querido Correo.[5]